# Diga di Kızılsu
La diga di Kızılsu è una diga della Turchia. Si trova nella provincia di Burdur.